# NGC 1148
NGC 1148 ist eine Spiralgalaxie vom Hubble-Typ Sd im Sternbild Eridanus am Südsternhimmel. Sie ist schätzungsweise 231 Millionen Lichtjahre von der Milchstraße entfernt und hat einen Durchmesser von etwa 95.000 Lichtjahren.
Im selben Himmelsareal befindet sich u. a. die Galaxie NGC 1152.
Das Objekt wurde am 10. November 1885 von Lewis Swift entdeckt.